# Rigi (berg)

Rigi 3D

De Rigi is een berg met een hoogte van 1797 meter in centraal Zwitserland, gelegen aan het Vierwoudstrekenmeer op de grens van de kantons Luzern en Schwyz. Op de Rigi ligt een aantal plaatsen, te weten Rigi Staffel, Rigi Kaltbad, Rigi Klösterli, Rigi Scheidegg en Rigi Kulm.
De Rigi is van meerdere kanten te bereiken met het openbaar vervoer, middels twee tandradbanen en een kabelbaan:
- Vanuit Vitznau: met de Vitznau-Rigi-Bahn (tandradbaan) die op 21 mei 1871 als eerste Europese bergspoorweg in gebruik werd genomen.
- Vanuit Arth: met de Arth-Rigi-Bahn (tandradbaan) die op 4 juni 1875 in gebruik is genomen. In 1907 werd deze spoorweg als eerste tandradbaan in de wereld voorzien van elektrische aandrijving.
- Tussen Rigi Kaltbad en Rigi Scheidegg werd aan het einde van de 19e eeuw een spoorweg gebouwd die gedurende enkele jaren in bedrijf was. Op het voormalige traject van deze spoorlijn ligt een wandelroute over bruggen en door een tunnel.
- Vanuit Weggis: de panorama-kabelbaan Weggis–Rigi Kaltbad die op 15 juli 1968 in bedrijf is genomen.